# Ulmeni, Teleorman
Ulmeni este un sat în comuna Bogdana din județul Teleorman, Muntenia, România. Denumirea vine de la o veche pădure de ulmi care a existat în zonă. Localitatea este traversată de DN65A care face legǎtura între Pitești, Roșiorii de Vede și Turnu Măgurele. La recensământul din 2002 avea o populație de 906 locuitori.